# Rebecca Immanuel
Sonja Zimmer, connue sous le nom de Rebecca Immanuel, née le 13 novembre 1970 à Oberhausen en Allemagne, est une actrice allemande.

## Biographie
Elle est notamment connue pour avoir incarné l'avocate Sandra Starck dans la série allemande Duo de maîtres (Edel & Starck) entre 2002 et 2005.